# 市村駅
市村駅（いちむらえき）は、かつて兵庫県三原郡三原町市市（現・南あわじ市市福永）に存在した、淡路交通鉄道線の駅（廃駅）である。

## 歴史
1922年の淡路鉄道開業当初の終点であった。
- 1922年（大正11年）11月26日：淡路鉄道の開通に伴い、終着駅として開業[1]。
- 1923年（大正12年）11月22日：淡路鉄道が賀集駅まで延伸され、途中駅となる[2]。
- 1929年（昭和4年）9月27日：貨物ホーム屋根を増改築[3]。
- 1932年（昭和7年）3月15日：場内信号機を撤去[3]。
- 1935年（昭和11年）9月30日：貨物側線を増設[3]。
- 1937年（昭和12年）9月30日：荷主である三原郡酪農統制会の事務員事務所を設置[3]。
- 1939年（昭和14年）
  - 3月31日：井戸を設置[3]。
  - 9月30日：近隣に建設された軍需工場に向け、単線の貨物線路を増設（延長68m、車両有効長22m）[3]。
- 1943年（昭和18年）7月：社名改称に伴い淡路交通鉄道線の駅となる。
- 1952年（昭和23年）3月29日：発条転轍器を設置[3]。
- 1966年（昭和41年）10月1日：鉄道線の廃線に伴い廃止[4]。

## 駅構造
島式ホーム1面2線に貨物側線を有する地上駅で、ホーム上には大型の待合室が設置されていた。一本松方から見て左手に駅舎があり、構内踏切で連絡していた。駅員配置駅であった。
交換可能駅で、朝夕に行き違いが見られた。

## 駅周辺
駅は三原町の中心部に位置し、廃駅後の2005年（平成17年）に合併により南あわじ市となって以降は同市の中心市街地である。1928年（昭和3年）と1947年（昭和22年）の2度にわたり、付近に淡路競馬場が開設されたがいずれも数年で閉鎖されている。
- 国道28号
- 兵庫県道477号阿那賀市線
- 淡路三原郵便局
- 三原町役場→南あわじ市役所三原庁舎 - 現存せず
- 南あわじ市商工会
- 南あわじ市立市小学校
- 兵庫県立淡路三原高等学校

## 駅跡
線路跡は舗装路となっており、駅跡は県道477号と交差する三原郵便局前交差点にあたる。駅の存在を示すものは残されていない。

## 隣の駅
淡路交通
鉄道線
一本松駅 - 市村駅 - 神代駅